# Мусабеков, Фархат Мусабекович
Фархат Мусабекович Мусабеков (3 января 1994 года, Бишкек) — киргизский футболист, полузащитник клуба «Абдыш-Ата» и сборной Кыргызстана.

## Клубная карьера
Свой футбольный путь Фархат начал в 8 лет в секции школы № 57 города Бишкек. Первый тренер — Николай Рослов. С 2009 года выступал за кантские команды Первой лиги «Живое пиво» (ранее — «Абдыш-Ата-2») и «Наше пиво». С 2011 года выступал за первый клуб города — «Абдыш-Ата». В 2015 году проходил просмотр в эстонском «Инфонете», но контракт с игроком подписан не был. В январе 2016 года признан лучшим игроком чемпионата страны. Провёл некоторое время в составе «Академии» из Кишинёва. 18 июня 2016 года был заявлен за клуб из Симферополя «ТСК-Таврия».
В июле 2018 года Фархат пополнил ряды бишкекского «Дордоя».

## Карьера в сборной
Выступал за сборные Кыргызстана младших возрастов. В составе олимпийской сборной участвовал в Азиатских играл 2014 года, сыграл 3 матча.
За национальную сборную Кыргызстана дебютировал 11 июня 2015 года в матче против Бангладеш, заменив на 54-й минуте Павла Сидоренко. Всего по состоянию на январь 2019 года сыграл более 30 матчей.
Принимал участие в Кубке Азии 2019 года, на турнире выходил на поле во всех четырёх матчах своей команды.

## Достижения
- Финалист Кубка Кыргызстана: 2023